# Суб'єкт, засоби та об'єкт наукових досліджень
Суб'єкт, засоби та об'єкт наукових досліджень
Як суб'єкт науки можна визначити інститут науки як організацію людей, які пов'язані між собою певними відносинами, для виконання завдань у сфері наукової, науково-технічної, науково-педагогічної та науково-організаційної діяльності.
Як одиничний елемент поняття «суб'єкт науки» можна представити вченого — особу, що проводить фундаментальні й прикладні наукові дослідження та отримує наукові та (або) науково-технічні результати.
Розвиток науки і техніки пов'язаний з ускладненням методів і форм наукових досліджень, використанням складної апаратури, а в перспективі — когнітивних методів і засобів (6-й Технологічний устрій). В сучасних умовах масштабні наукові дослідження проводяться великими колективами, і вчений є їх активним учасником.
Згідно із Законом України «Про наукову і науково-технічну діяльність» суб’єктами наукової і науково-технічної діяльності є: вчені, наукові працівники, науково-педагогічні працівники, а також наукові установи, наукові організації, вищі навчальні заклади III – IV рівнів акредитації, громадські організації у науковій та науково-технічній діяльності.
До державних наукових організацій належать Національна академія наук України (НАН України) та галузеві академії наук – Українська академія аграрних наук, Академія медичних наук України, Академія педагогічних наук України, Академія правових наук України, Академія мистецтв України.
Суб’єктів науки можна поділити на дві групи залежно від мети їх діяльності:
–	суб’єкти, діяльність яких спрямована на виробництво нових наукових результатів: науково-дослідні інститути; ВНЗ III – IV рівнів акредитації; наукові підрозділи виробничих підприємств; наукові школи, товариства;
–	суб’єкти, діяльність яких спрямована на контроль, оцінку і визнання отриманих наукових результатів (спеціалізовані вчені ради, Національне агентство із забезпечення якості вищої освіти (НАЗЯВО), МОН України).